# Sint-Vincentiuskapel (Maarkedal)
De Sint-Vincentiuskapel (in de volksmond Kapelleke Fiecent) is een kapel op de Kapelleberg in de Vlaamse Ardennen in Maarke (onderdeel van Maarke-Kerkem en deelgemeente van de Belgische gemeente Maarkedal). De bedevaartkapel in Doornikse breuksteen dateert uit de twaalfde eeuw en werd in 1569 voor het eerst vermeld als Kapel Ten Berghe. In 1580 werd de kapel tijdens de Nederlandse Opstand verwoest; ze werd in 1597 heropgebouwd. In de kapel hingen ex voto's van bedevaarders uit de negentiende en twintigste eeuw - helaas werden die in 2018 gestolen. Tijdens de laatste week van januari wordt de noveen van Sint-Vincentius gevierd en worden in de lokale houtovens 'geutelingen' gebakken. In 1976 werd de kapel als monument beschermd en in de jaren 80 gerestaureerd. Het bezetwerk van cement werd toen verwijderd om de oude deur van de eerste kapel terug zichtbaar te maken. In de kapel staan een gepolychromeerd 16de-eeuws houten beeld van Sint-Antonius abt en een  gepolychromeerd 17de-eeuws houten Sint-Vincentiusbeeld. Er hangt ook een naïef 19e-eeuws volksschilderij met daarop zes taferelen over de marteldood van de heilige Vincent. In 2017 werd een houten paneel gestolen uit de kapel; het werd in 2018 teruggevonden in Frankrijk 

## Galerij

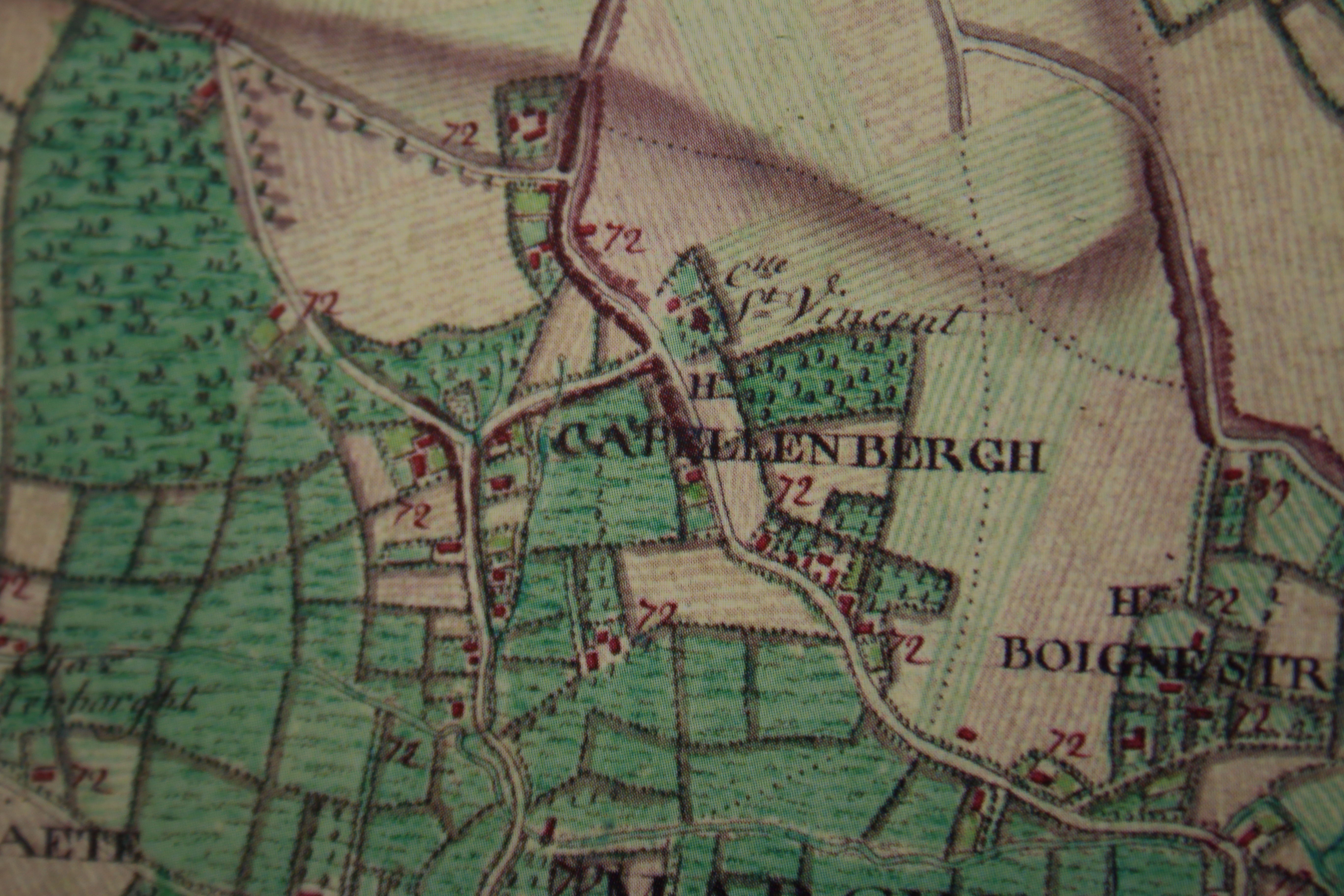
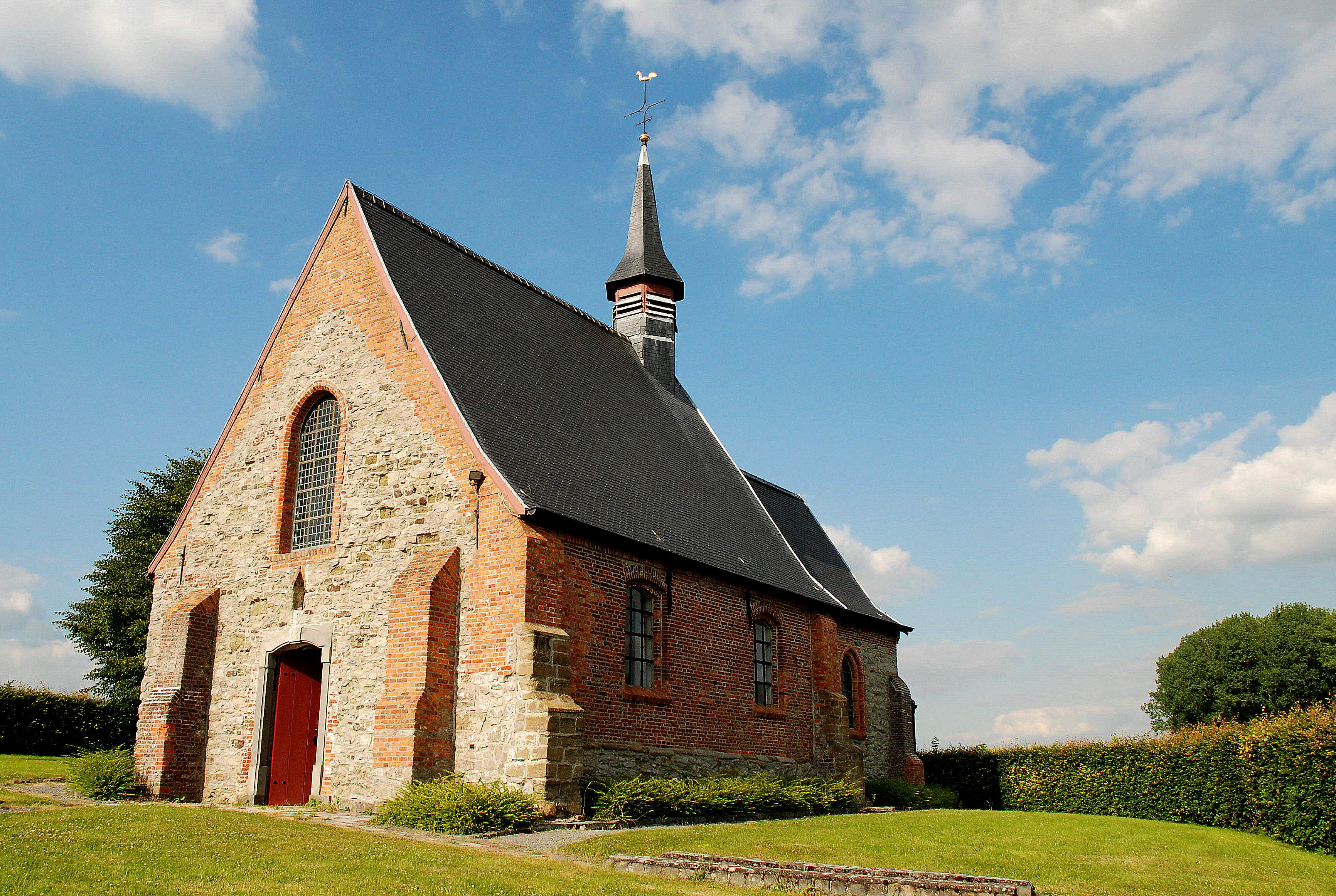
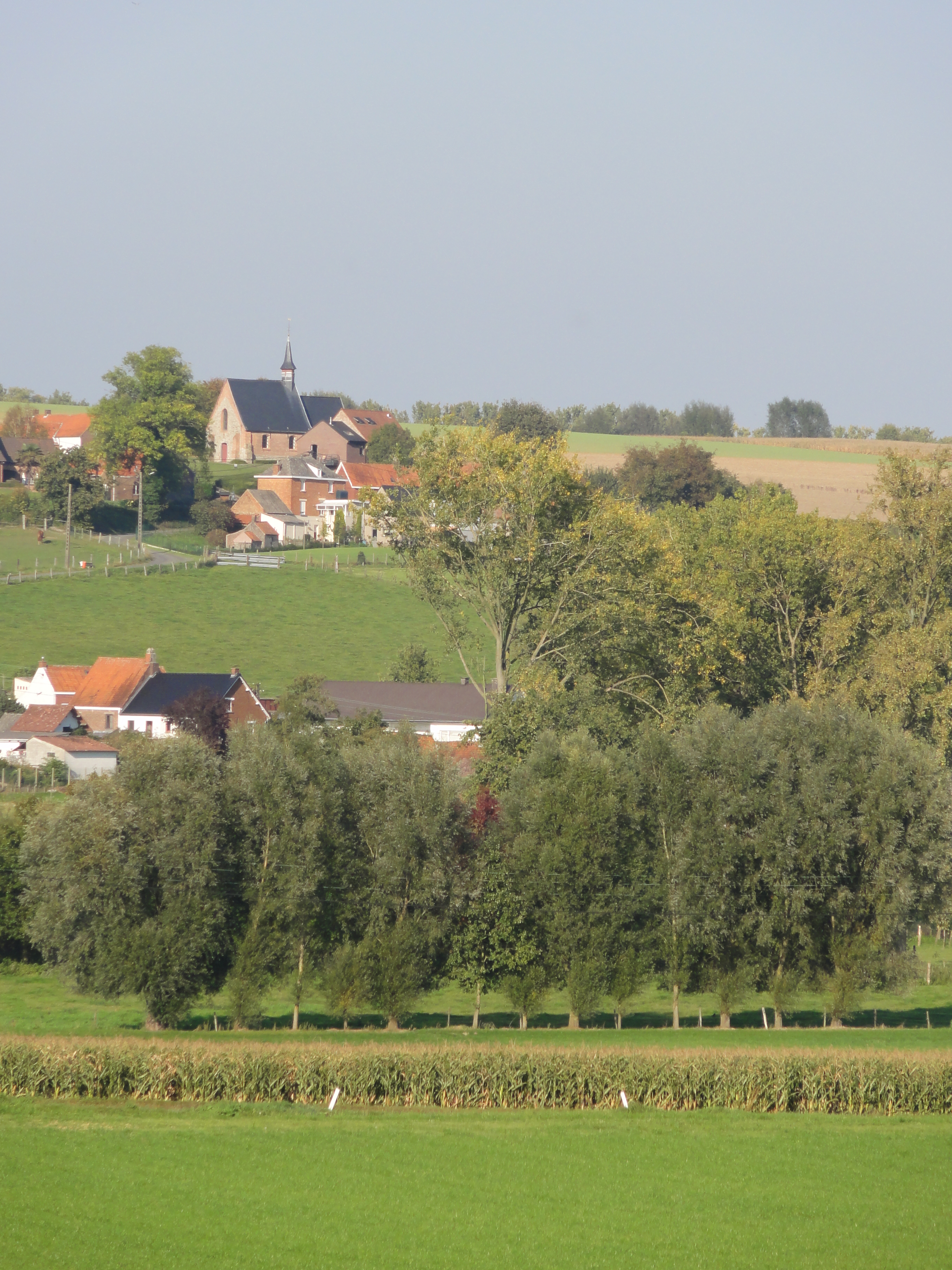
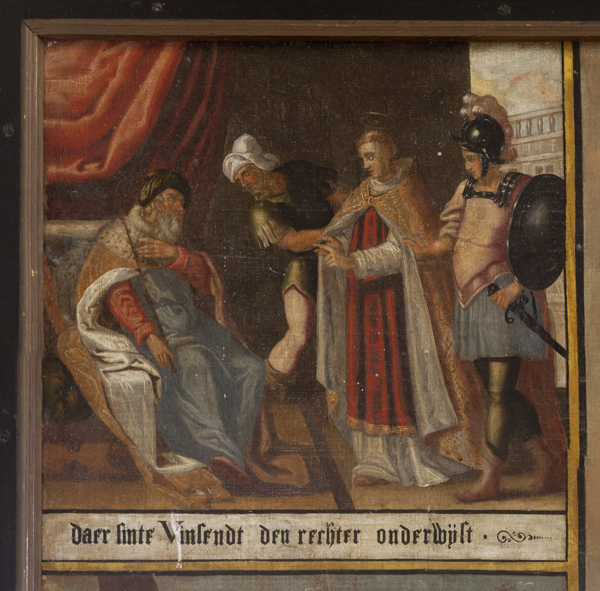
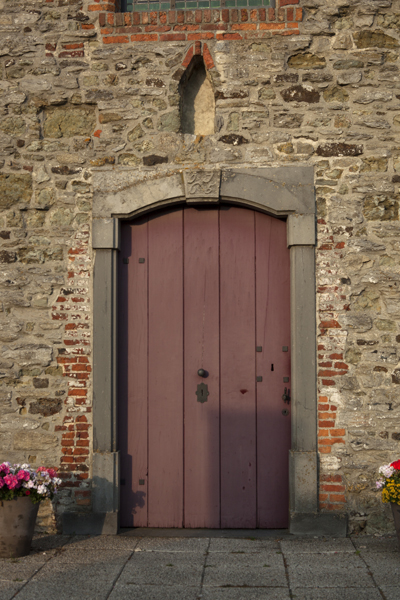
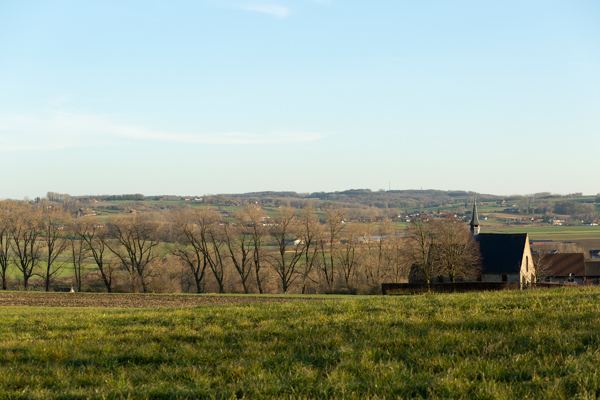